# 因凡塔多宫
因凡塔多宫（西班牙語：Palacio del Infantado）是一座位于西班牙瓜达拉哈拉的宫殿，也是该市的标志性建筑之一。

## 历史
1480年，第二代因凡塔多公爵伊尼戈·洛佩斯·德·门多萨-卢纳下令建造因凡塔多宫。建筑风格为天主教双王时代的哥特式风格，同时融合了文艺复兴时期的艺术元素。
因凡塔多宫见证了许多王室成员的到来。1560年，腓力二世和瓦卢瓦的伊丽莎白的正式婚礼在这里举行。1740年7月16日，诺伊堡的玛丽亚·安娜在这里逝世。
1914年，它被指定为西班牙文化财产。1936年内战时期，它遭到了轰炸和毁坏，失去了一些价值无法估量的作品，如穆德哈尔式天花板。它目前属于瓜达拉哈拉省议会和市议会管理。